# Courniou
Courniou – miejscowość i gmina we Francji, w regionie Oksytania, w departamencie Hérault.
Według danych na rok 1990 gminę zamieszkiwało 595 osób, a gęstość zaludnienia wynosiła 20 osób/km² (wśród 1545 gmin Langwedocji-Roussillon Courniou plasuje się na 473. miejscu pod względem liczby ludności, natomiast pod względem powierzchni na miejscu 194.).